# 벨기에의 역사
벨기에의 역사는 1830년 벨기에의 국명의 창립 이전까지 거슬러 올라가며 그 이웃하는 국가들 - 네덜란드, 룩셈부르크, 프랑스와 독일의 역사들과 얽혀 있다.  오늘날 베네룩스 3국에 속하는 벨기에는 역사적으로 네덜란드와 룩셈부르크와 더불어 현재보다 다소 넓은 면적의 저지대 국가였다.  중세의 말기부터 17세기까지 벨기에는 번영하는 상업과 문화의 중심지였다. 16세기부터 1830년 혁명까지 유럽의 강대국들 사이에 많은 전투들이 발생해 "유럽의 전쟁터"라는 별명이 붙었고, 20세기의 세계 대전에 의해 더욱 심해졌다.
벨기에는 현재 유엔, 유럽연합, 나토와 유로존의 회원국이자 유럽연합과 나토의 본부이다.

## 선사 시대

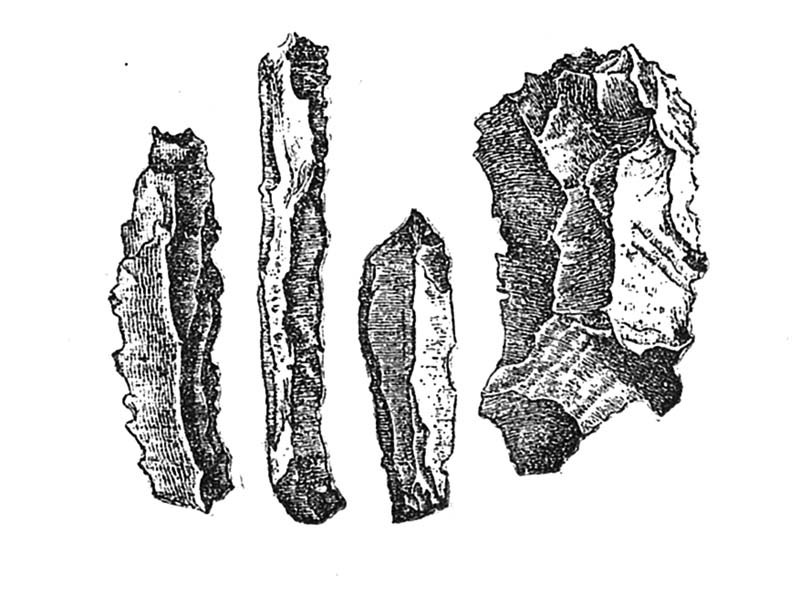
벨기에의 동굴들에서 발견된 부싯돌 칼

현재의 대략 250,000년으로 거슬러 올라가 오늘날 벨기에의 지역에서 가장 오래된 원선의 부싯돌 연장들이 발견되었다.  무스티에 문화의 흔적이 남부 벨기에와 림뷔르흐에 있는 아르덴 동굴에서 발견되었다.  8500년 전으로 올라가는 가장 오래된 선박인 파낸 소나무 배가 페서에서 발견되었다.  신석기 시대의 유적들은 부싯돌 광산이었던 스핀에서 찾게 되었다.  신석기 시대 (기원전 3300년 ~ 2000년) 후반의 비커 문화는 거석과 개인적 둘 다의 매장 기념물들과 목걸이를 단 주형, 바구니, 그릇, 전투 도끼와 단검의 배열을 남겼다.
벨기에에서 청동기 시대 활동의 첫 징후들은 농장과 마굿간들의 흔적과 함께 기원전 1750년 경으로 올라간다.  소들이 주요 가축들이었다.  기원전 500년부터 켈트족들이 지방에 정착하여 지중해 세계와 함께 교역을 하였다.  에노주와 아이헨빌전에 있는 전사 족장의 무덤들은 마차와 마구와 청동 무기들과 함께 가득 찼다.  기원전 150년부터 첫 동전들이 사용 되었다.
벨기에의 최초의 주민들은 벨가이족 (오늘날 벨기에의 기원)이었다.  인구는 갈리아족 혹은 켈트족의 유럽의 상당한 지역을 덮었으며 로마 제국의 점령 당시 북부 갈리아에 살았다.

## 로마 제국의 지배

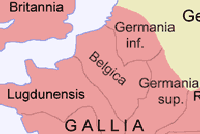
기원후 120년 경 갈리아 벨기카의 로마 속주

율리우스 카이사르의 연대기 갈리아 전기에서 묘사된 대로 기원전 54년 벨가이족은 카이사르의 군대에 의하여 침략 되었다.  이 똑같은 업무에 카이사르는 벨가이족을 "전체 갈리아족 중에 가장 용감한 종족"으로 불렀다.  그는 북부와 동부에서 온 게르만족의 도착을 인용하였다.  근대의 벨기에보다 더욱 컸던 오늘날 벨기에가 로마 제국의 지방으로 번성하고 5개의 도시들을 포함하였다 - 네메타쿰 (아라스), 디보두룸 (메츠), 아두아투카 (통에런)와 두로코르투룸 (랭스).  북동부에 있는 곳은 게르마니아 인페리오르의 이웃하는 지방이었다.
부활하는 게르만족과 바다의 침식지는 3세기 중반에 로마군이 지역에서 요새들을 버리는 결과를 가져왔다.  율리아누스는 355년과 360년 사이에 저지대 국가들에서 전쟁을 벌였고 라인강 국경을 강화할 수 있었다.  406년 ~ 407년 게르만족들의 거대한 침입이 로마의 점령을 끝내고 프랑크족에게는 국경을 수비 하는 임무가 주어졌다.

## 중세 초기

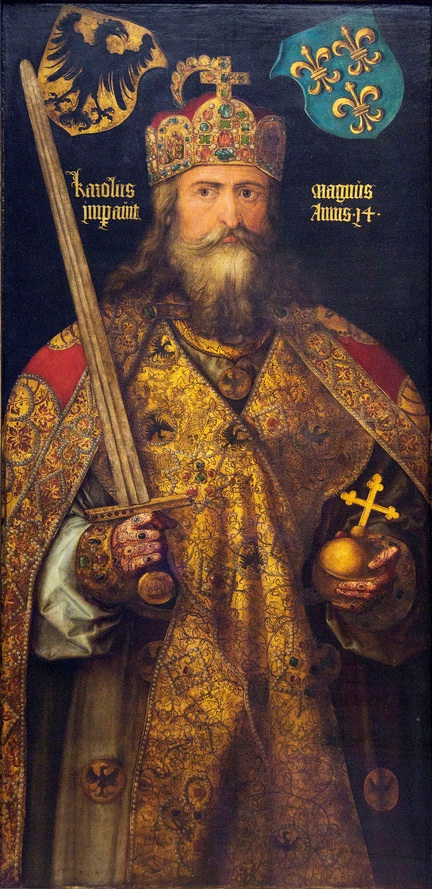
카롤루스 1세 마그누스의 초상화 (알브레히트 뒤러 작)

메로베우스 왕조의 초대 국왕 킬데리쿠스 1세는 자신의 아들 클로도베쿠스 1세가 갈리아의 대부분을 포함하는 데 왕국을 확장하여 투르네에 수도를 설립하고 기독교로 개종하였다.  대부분 아일랜드의 수도사들이었던 기독교 학자들은 기독교를 설교하고 전환의 파동을 시작하였다.  메로베우스 왕조는 카롤루스 왕조에 의하여 계승되었다.  카롤루스 마르텔루스가 스페인으로부터 무어인의 침입에 맞선 후, 리에주에서 태어난 카롤루스 1세 마그누스가 자신의 지배 아래 유럽의 큰 부분을 가져와 교황 레오 3세에 의하여 "신성 로마 제국의 황제"로 즉위하였다.
아르눌푸스 카린티아이는 891년 루뱅 근처에서 바이킹들을 물리쳤다.  프랑크족의 대지들은 결국 신성 로마 제국과 프랑스로 나뉘었다.
스헬더강의 서부로 뻗친 플란데런 백국의 일부는 중세 동안 프랑스의 일부가 되었으나 플란데런 백국과 저지대 국가들의 나머지는 신성 로마 제국의 일부였다.
신성 로마 제국의 황제들이 11세기와 12세기에 자신들의 세력 범위의 효과적인 통제를 잃으면서 오늘날 벨기에로 어느 정도 해당하는 영역은 가장 독립적인 봉건 공국들로 나뉘었다 - 플란데런 백국, 림뷔르흐 공국, 룩셈부르크와 리에주 교구.  이 세속적이고 영적인 통치자들은 독일의 왕 (신성 로마 제국 황제)와 봉건 관계를 가졌다.  플란데런의 백작은 독일의 왕에게 엄중히 붙잡힌 자신의 나라의 동부와 함께 프랑스 국왕의 가신으로서 자신의 대지의 대부분을 보유하였다.
11세기와 12세기 동안 모산 미술 운동이 쾰른과 트리어에서 리에주, 마스트리히트와 아헨까지 그 중심주를 옮긴 지방에서 번영하였다.  이 로마네스크 미술의 어떤 걸작들은 쾰른 대성당에 있는 동방 박사 유물함, 리에주에 있는 라니에르 드 이 세례당, 마스트리히트에 있는 성세르바티우스 유물함 혹은 리에주 등이다.
13세기와 14세기에 많은 도시들이 독립을 얻어 한자 동맹과 큰 교역이 있었고, 큰 고딕 건축의 성당과 시청들이 건설되었다.

## 부르고뉴의 일부

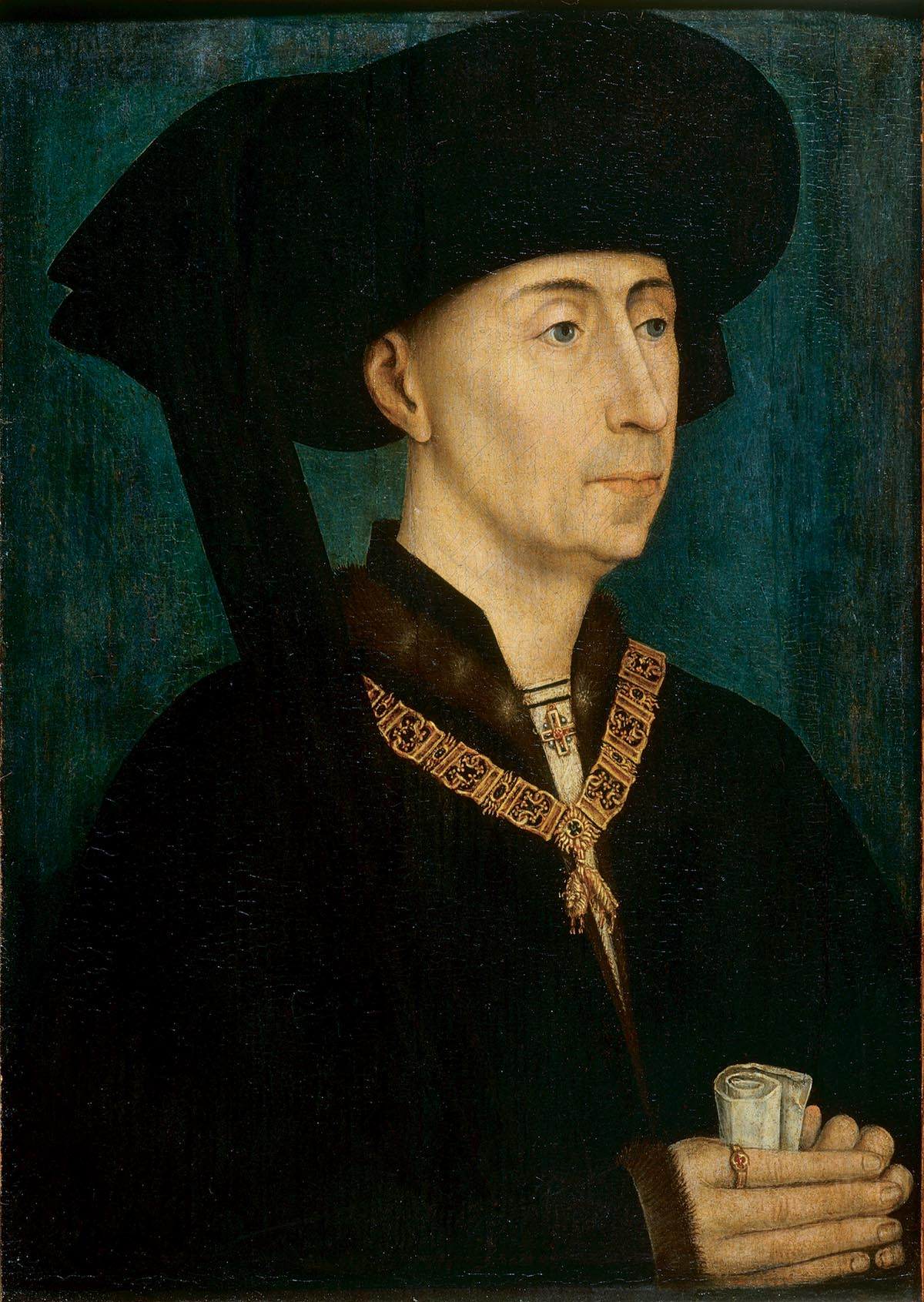
필리프 3세 드 부르고뉴 공작

1433년까지 저지대 국가들의 거의 나머지와 더불어 벨기에와 룩셈부르크 영토의 대부분은 필리프 3세 드 부르고뉴 공작 아래 부르고뉴의 일부가 되었다.  필리프 3세의 손녀 마리 드 부르고뉴 여공작이 막시밀리안 1세에게 결혼했을 때 저지대 국가들은 합스부르크 영토가 되었다.  그들의 아들 펠리페 1세는 이후의 카를 5세의 부친이었다.  신성 로마 제국은 카를 5세가 몇몇의 세력 범위들을 상속한 후 합스부르크 왕가 아래 스페인과 통일되었다.
특히 부르고뉴 시기 (15세기와 16세기) 동안 이프르, 헨트, 브뤼헤, 브뤼셀과 안트베르펀은 상업, 산업 (특히 섬유)과 예술을 위한 유럽의 주요 중심지에 교대로 있었다.  플랑드르파는 15세기와 16세기 초기에 주로 남부 네덜란드에서 화가 활동의 단체였다.  플랜더런의 태피스트리들은 유럽을 통하여 성들의 벽들에 걸어졌다.

## 네덜란드 17주

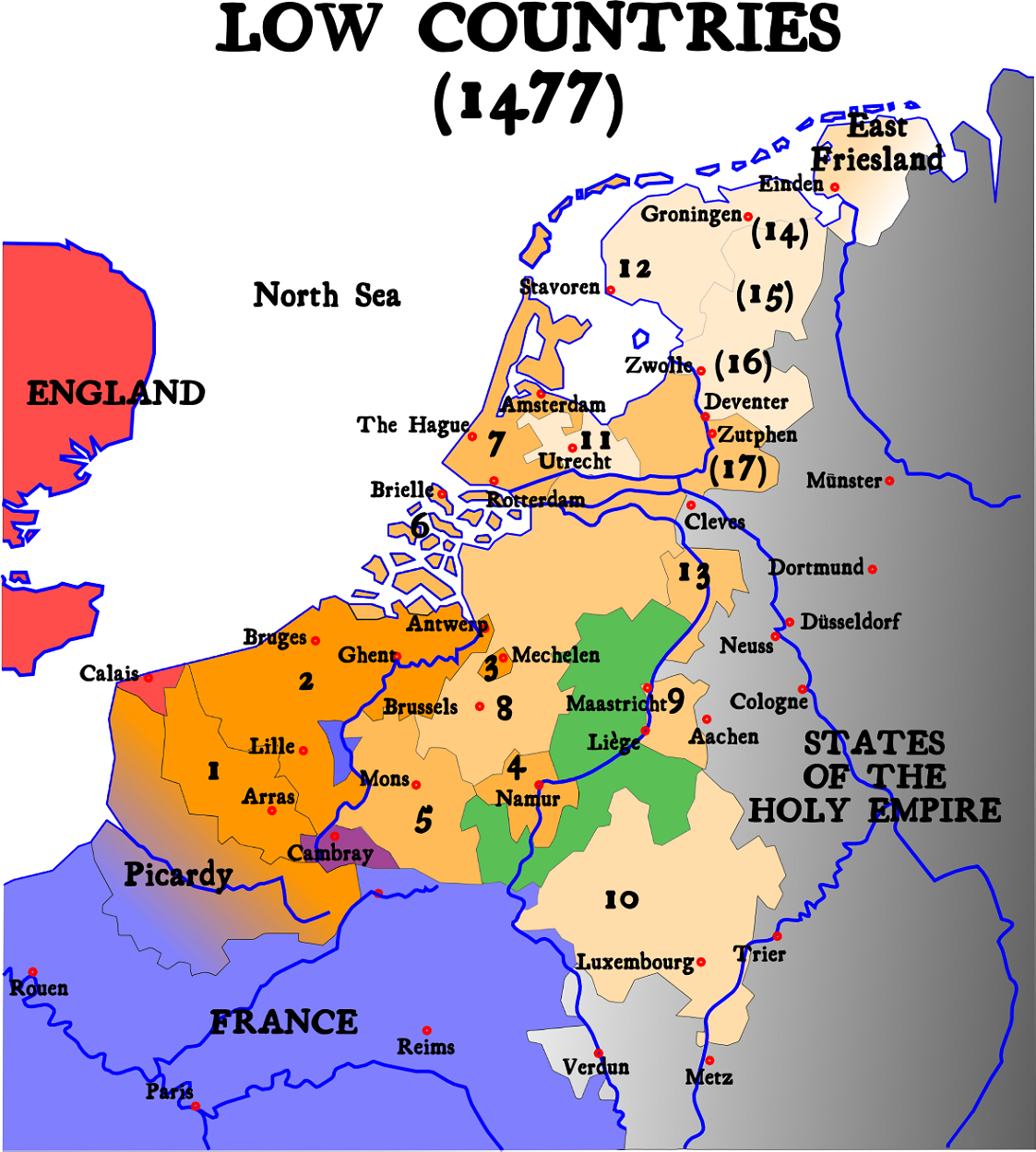
네덜란드 17주의 지도 (녹색이 리에주 교구)

신성 로마 제국의 황제 카를 5세에 의하여 발포된 국사조칙은 제국과 프랑스로부터 독립체로서 네덜란드 17주 (혹은 그 국경 감각에 스페인령 네덜란드)를 설립하였다.  이 대지는 리에주 교구를 제외한 네덜란드, 벨기에와 룩셈부르크의 전부를 포함하였다.  하지만 남부가 주로 로마 가톨릭으로 남아있던 동안 북부 지방은 이제 네덜란드가 증가적으로 개신교 (칼뱅교)가 된 것으로 알려졌다.  분리는 1579년 아라스 동맹과 위트레흐트 동맹에 결과를 가져왔다.  카를 5세의 아들 펠리페 2세가 스페인 왕위에 오를 때 그는 개신교를 폐지하려고 하였다.

## 네덜란드 독립 전쟁
네덜란드의 부분들이 반란을 일으켜 네덜란드와 스페인 사이의 네덜란드 독립 전쟁을 시작하였다.  정복된 스페인령 네덜란드를 위하여 전쟁은 안트베르펀의 함락과 함께 1585년에 끝났다.  이 일은 하나의 지방으로서 벨기에의 시작으로 보일 수 있다.  동년에 북부 저지대는 유해 행위에 독립을 쟁취하여 네덜란드 공화국과 네덜란드 황금시대를 시작하였다.  스페인이 전체로 스페인령 네덜란드로 남은 오늘날 벨기에의 충성스러운 가톨릭 지방을 제외한 네덜란드의 독립을 인정했을 때 그들을 위하여 전쟁은 1648년 (베스트팔렌 조약)까지 지속되었다.

## 스페인의 지배

스페인령 네덜란드, 위트레흐트 동맹과 아라스 동맹의 지도 (1579년)

남부 네덜란드는 큰 자율성을 즐겼어도 스페인 합스부르크의 지배 아래 남아있었다.  보통 스페인 왕실 구성원이었던 총독은 브뤼셀에서 국왕을 대표하였다.  지방 지도자들은 국무회의, 추밀원과 재정 위원회에 가장 많은 직위들을 보유하였다.  추밀원장은 일종의 총리가 되었다.  리에주 교구는 별도의 공국으로 지배되었다.
1567년 스페인에 대항하는 반란과 후속 군사 작전은 남부에서 산업 활동에 피해를 입혔고 상인과 숙련된 장인들이 떠나는 원인이 되었다. 암스테르담이 유럽의 주요 교역의 중심지로서 안트베르펀을 대체하였다.  그 경제적 기반을 재건하는 데 안트베르펀은 비단 직조, 다이아몬드 가공과 고급 아마포, 가구와 섬유의 생산을 촉진하였다.  브뤼헐가, 페테르 파울 루벤스과 안토니 반 다이크의 바로크 미술들이 이 시기 동안 창조되었다.

## 오스트리아 합스부르크의 지배
1700년 카를로스 2세가 사망하여 스페인 합스부르크 왕가를 끝냈고, 프랑스와 새로운 갈등이 생겼다.  스페인 왕위 계승 전쟁을 끝낸 1713년 위트레흐트 조약에 의하여 리에주를 제외한 오늘날 벨기에와 룩셈부르크를 포함한 영토는 오스트리아의 합스부르크 왕가 황제 카를 6세의 주권 아래 통과되었다.  오스트리아인들은 정치적 자율성을 허용하고, 더욱 효율적인 행정을 소개하고, 재정을 합리화하고 국가의 기본적 시설을 향상 시켰다.
1740년 카를 6세가 사망하고 남부 네덜란드는 그의 딸 마리아 테레지아에게 넘겨졌다.  오스트리아 왕위 계승 전쟁은 1744년 프랑스의 점령에 결과를 가져왔다.  엑스라샤펠 조약은 오스트리아의 지배를 반환하였다.  마리아 테레지아 정권 동안 농업 생산성, 특히 감자 재배의 보급을 증가 시켜 인구 증가와 다양한 산업들의 개발과 동시에 일어났다.

## 브라반트 혁명

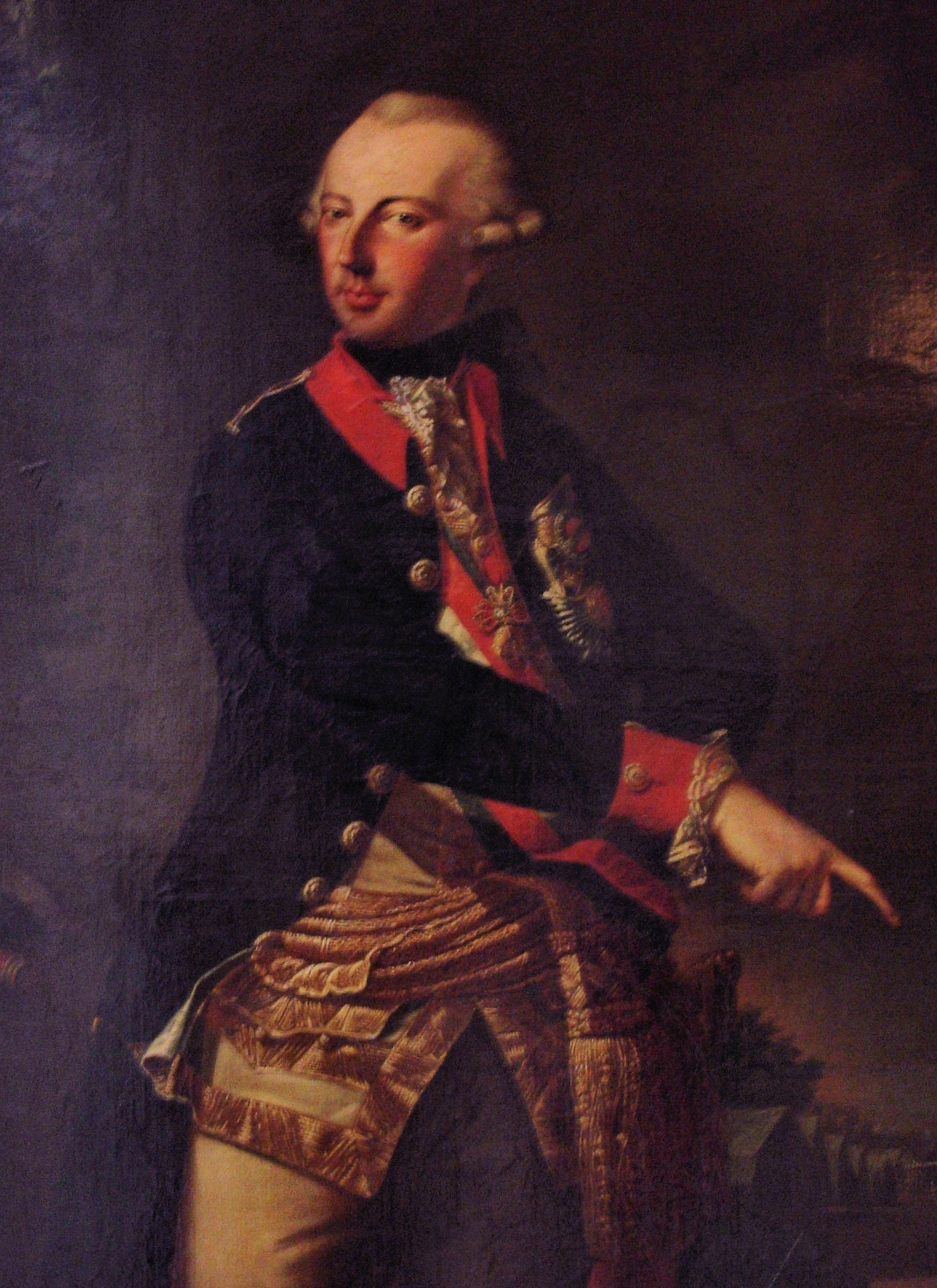
요제프 2세

계몽시대에 의하여 영향을 받은 합스부르크 황제 요제프 2세는 1780년대에 오스트리아령 네덜란드에서 일련의 대규모 개혁들을 통하여 밀고 나가 정치, 사법과 행정 제도를 현대화 및 중앙 집중화를 위해 설계하였다.  낡은 탈중앙화 제도는 전체의 제국을 위하여 제복 사법 제도를 대체할 것이며 오스트리아령 네덜란드의 독립 주들은 9개의 지방과 35개의 구역들로 대체될 것이었다.  요제프 2세는 또한 교육 제도를 세속화하고 다수의 종교 질서를 재결성 혹은 폐지하기도 하였다.
1789년 황제의 중앙화에 대항하는 반응에 오스트리아령 네덜란드에서 대중의 반란이 일어났다.  2개의 파벌 - 개혁을 반대한 국가주의자와 시초적으로 개혁을 지지하였으나 그 후 반대에 가입한 장프랑수아 본크로 불린 것에 본크주의자가 나타났다.  그해 1월 황제의 지배를 더 이상 인정한 것이 아니라고 선언한 브라반트에서 시작된 반란이 브라반트 혁명으로 불렸다.  국가주의자 파벌의 지도자 헨드리크 판 데어 노트는 네덜란드 공화국으로 국경을 건너 들어가 브라반트의 북부 일부에 있는 브레다에서 작은 군대를 일으켰다.
혁명은 도시들에서 후원을 가졌으나 농민들은 오스트리아를 지지하였다. 황제 레오폴트 2세는 황제군들이 12월 2일 브뤼셀을 재점령했을 때 그는 대중의 반대가 없는 것에 마주쳤다.  국가주의자들은 잠시 후원을 위하여 혁명적 프랑스를 바라보았다.

## 프랑스의 지배
프랑스 제1공화국은 1795년 후순에 남부 네덜란드를 침입하고 병합하여 영토를 9개의 연합 부서로 나누어 프랑스의 일부로 만들었다.  리에주 교구는 해산되어 그 영토는 뫼즈앵페리외르와 우르트 2개의 부서에 나뉘었다.  1797년 오스트리아는 캄포포르미오 조약에 의하여 오스트리아령 네덜란드의 손실을 확인하였다.  프랑스의 지배 아래 행정이 중앙화되고, 귀족의 특권이 폐지되고 프랑스의 민법이 소개되었다.  군사 징병 제도는 농민들의 반란을 일으켰다.  교황권과 정교 협약이 성직자의 직위를 조절하였다.  산업 혁명은 18세기의 말기에 벨기에에 도달하였다.  석탄과 금속 산업이 확장되었던 동안 기계화는 헨트 (면직 공장)와 베르비에 (모직 공장)를 국가의 지도적인 모직 중심지들로 만들었다.

## 워털루 전투

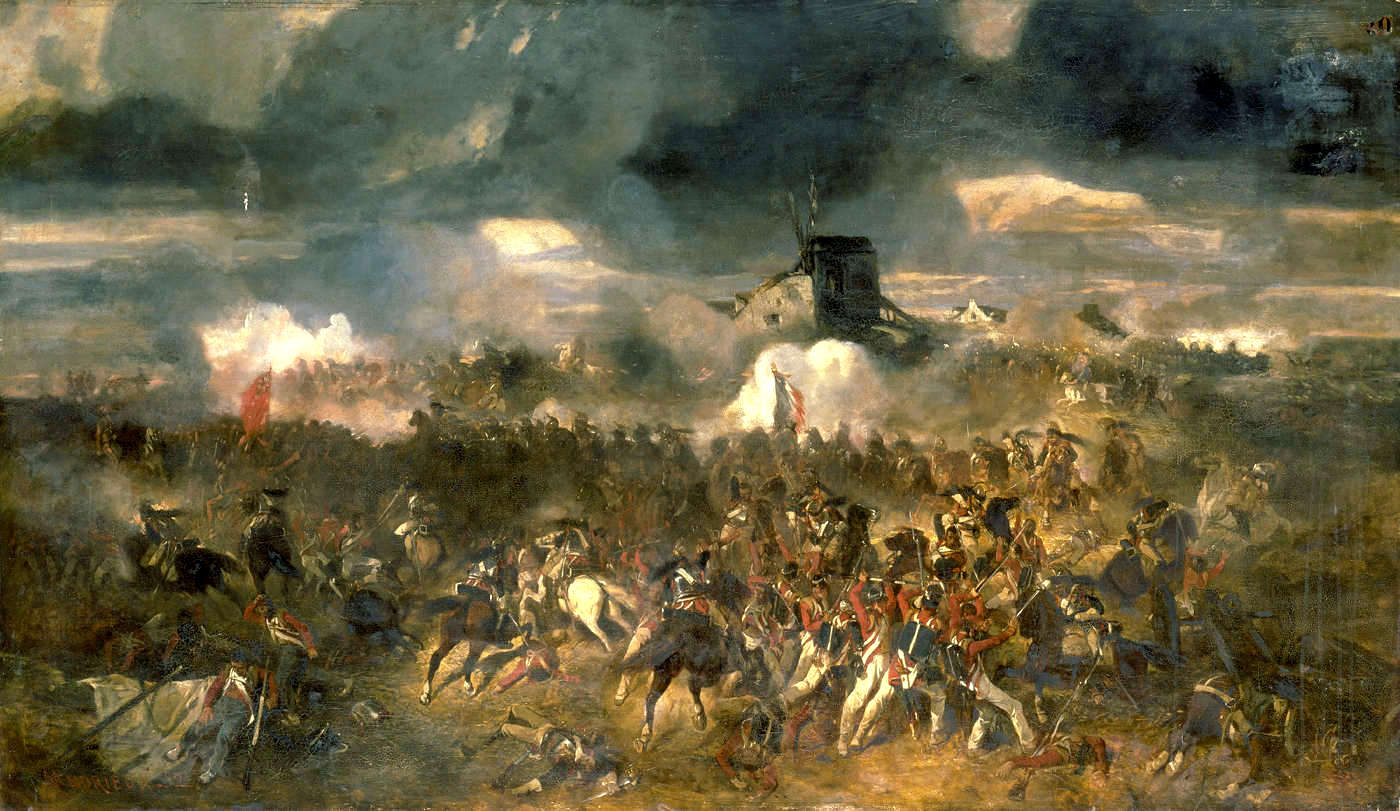
워털루 전투

1814년 나폴레옹 보나파르트는 동맹국들에 의하여 퇴위하는 데 강요 되며 엘바섬으로 망명 되어 프랑스 지배의 기간을 끝냈다.  하지만 나폴레옹은 엘바섬을 탈출할 수 있었고 백일천하 동안 권력으로 빠르게 돌아왔다.  나폴레옹은 권력에 남아있던 동안 자신의 단 하나의 기회는 동맹국들이 강화되기 전에 벨기에에서 존재하는 동맹군들을 공격하는 것이었다.  그는 2개의 군대와 벨기에 국경을 건너 1815년 6월 16일 게프하르트 폰 블뤼허 장군 아래의 프로이센군을 공격하였다.  그동안 미셸 네이는 같은 날에 콰트르브라 전투에서 웰링턴 공작 1세 아서 웰즐리와 오라녜 공의 군대들과 싸움을 벌였다.
6월 18일 오늘날 벨기에에 있는 워털루에서 나폴레옹은 결국 웰링턴 공작과 블뤼허 장군에 의하여 꺾여지고 말았다.  나폴레옹의 전략은 실패하였고, 그의 군대는 동맹국 장군의 합동 전진에 의하여 혼란 속에 현장에서 쫓겨났다.  다음날 아침 와브르 전투는 프랑스의 허무한 승리로 끝났다.  나폴레옹은 강제로 항복하고 세인트헬레나섬으로 망명하였다.
네덜란드의 빌럼 1세는 자신의 아들 빌럼 2세가 어깨에 맞은 총탄에 의하여 그의 말로부터 쓰러졌던 위치를 기념하는 데, 그리고 그의 용기로 추모로서 워털루의 전쟁터에 사자의 상을 세웠다.  그 상은 1826년에 완성되었다.  빌럼 2세는 콰트르브라 전투와 워털루 전투에서 네덜란드-벨기에 합동 군대의 사령관으로서 싸웠다.

## 네덜란드 연합왕국
1815년 워털루에서 나폴레옹의 패배 후에, 그해 6월 빈 회의에서 주요 승리의 강국들 영국, 오스트리아, 프로이센과 러시아는 오스트리아령 네덜란드와 전 네덜란드 공화국의 재결합하는 데 동의하여 더욱 나가서 아무 프랑스의 침입들에 완충국으로 지내려고 했던 네덜란드 연합왕국을 창조하였다.  개신교도 오라녜 공 빌럼은 그해 3월 16일 빌럼 1세로서 왕위에 올랐다.  신성 로마 제국에서 작고 교회적인 국가들은 이때 더욱 큰 국가들에게 주어졌고, 이 국가는 이제 정식으로 네덜란드 연합왕국의 일부가 된 리에주 교구를 포함하였다.
네덜란드의 2개의 일부들은 2개의 지방들이 하나의 행정 아래 지속되었을 때 16세기 이래 다른 방향들에서 개발되었다.  북부는 상업적이며 개신교 플라망어 사용 지방이었고, 남부는 산업적이며 로마 가톨릭의 부분적으로 프랑스어 사용 지방이었다.  엘리트층은 프랑스어를 하였다.  네덜란드의 빌럼 1세는 네덜란드어를 공용어로 만들고, 벨기에의 인구가 네덜란드어 지역의 2배로 지냈어도 벨기에와 네덜란드가 국회에서 대표들의 같은 수를 준 헌법을 공포하였다.  국왕은 남부의 산업화를 장려하고, 도로와 운하들에 투자를 하고, 헨트와 리에주에 대학을 세우고 가톨릭의 영향력을 줄이는 데 루뱅 대학교를 국가의 통제 하에 놓았다.

## 벨기에 혁명

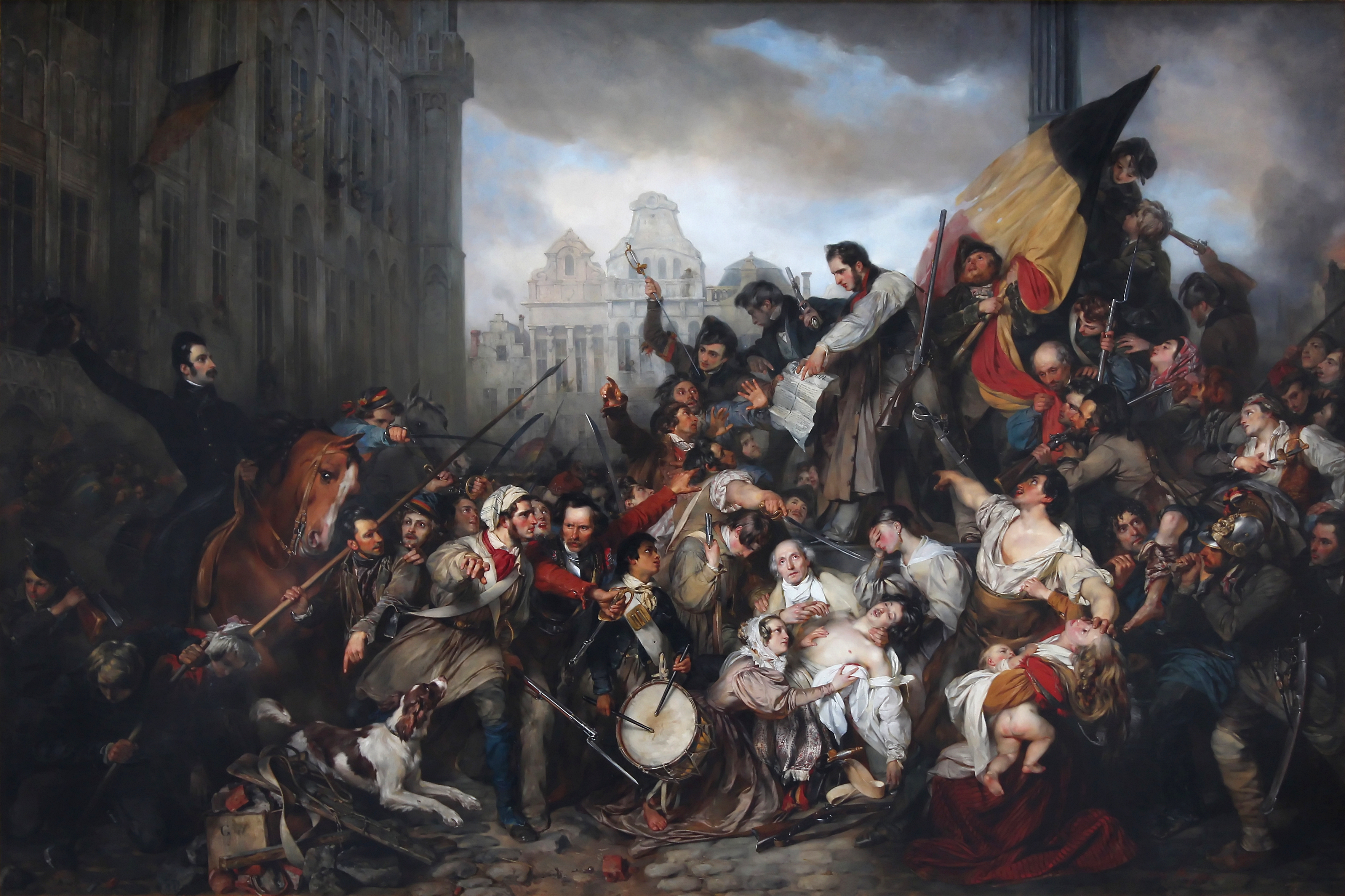
1830년 벨기에 혁명

1830년 8월 벨기에 혁명은 브뤼셀에서 폭동과 함께 시작된 네덜란드 연합 왕국에서 충돌이었고, 결과적으로 독립한 로마 가톨릭과 중립의 벨기에의 설립으로 이끌었다 (네덜란드의 빌럼 1세는 자신이 런던 조약에 의하여 압력에 굴복해야만 했을 때 1839년까 벨기에 국가를 승인하는 데 거부하려고 했다).
벨기에 혁명은 많은 원인들을 가졌는데 주로 네덜란드 지배의 네덜란드 연합 왕국에서 프랑스어를 쓰는 가톨릭 왈롱인들의 대우와 벨기에인들과 그들의 네덜란드 국왕 사이에 종교의 이점이었다.  벨기에 혁명의 주요 원인은 네덜란드 공화국의 경제, 정치와 사회적 수단들에 네덜란드의 지배였다.  가장 기본적인 수준에서 벨기에에서 저개발의 지방 산업들이 관세의 방향에 의한 보호를 요구한 동안 네덜란드인들은 자유 무역을 위해서였다  자유 무역은 안트베르펀의 되살아나는 항구를 통하여 수입된 밀로 만들어진 빵의 가격을 낮추었으며 동시에 발트해로부터 이 수입품들은 벨기에의 곡식 재배 지방들에서 농업에 불경기를 가져다 주었다.
가톨릭 농민들은 신문에서 신속하게 보고된 사항으로 프랑스에서 일어난 7월 혁명의 펼쳐지는 설렘과 함께 보았다.  17세기에 나폴리의 스페인 주인들에 대항한 마사니엘로의 반란을 반대한 것으로 민족적 낭만주의를 일으키기에 적합한 이야기인 다니엘 오베르의 감상적이고 애국적인 오페라 〈La Mutte de Prtici〉의 상연에 이어 개시 단계는 8월 25일의 밤에 일어난 폭동이었다.
혁명가들은 네덜란드의 북부와 남부를 위하여 별도 행정을 요구하였으나 급진적 애국자들의 행동과 국왕의 불굴의 태도는 지방적 벨기에 정부가 9월 25일에 설립되었던 것을 의미하였고 10월 4일 이 정부는 국가의 독립을 선언하였다.  빌럼 1세는 전쟁을 위하여 준비하였으나 12월 20일 강대국들은 휴전을 부과하였다.  1831년 1월 20일 런던에서 열린 국제 회의는 지방 정부와 국회 아래 독립한 가톨릭과 중리의 벨기에를 인정하였다.

## 독립한 벨기에
1831년 7월 21일 작센코브루크가의 레오폴 왕자가 왕위에 올랐다  며칠 후에 네덜란드군이 침입하였다.  벨기에는 군대가 없어 런던 회의는 프랑스군에 의한 간섭으로 동의하여 네덜란드군이 물러나도록 강요하였다.  회의는 벨기에와 네덜란드 사이에 림브뤼흐주와 뤽상부르주를 갈라 놓았다.  서부 절반의 뤽상부르주가 벨기에의 주가 되었던 동안 동부는 룩셈부르크 공국이 되었다.  1839년 런던 조약은 1838년 그 국경들에 독립적 중립의 벨기에를 인정하였다.  1831년 레오폴 1세의 취임 이래 벨기에는 시초적으로 주로 가톨릭당과 자유주의자들에 의하여 지배된 과두제였어도 헌법적인 군주국이자 의회적 민주주의로 지내왔다.
독립한 벨기에는 네덜란드 시장을 잃어 1835년 벨기에 정부는 브뤼셀과 메헬렌 사이에 철도선을 개통하고, 1843년 안트베르펀-쾰른 철도선 그리고 1844년 관세 동맹과 유리한 무역 협정을 완료하였다.  벨기에의 은행들은 왈롱 지역에 중공업 자금을 조달하여 새로운 산업적 은행 제도를 창조하여 곧 프랑스인, 독일인과 영어 사용 세계에 의하여 모방 되었다  그러나 헨트의 면직 산업은 영국으로부터 치열한 경쟁에 직면하였고, 플란데런의 모직 생산자들은 베르비에와 프랑스 북부로부터 경쟁과 1844년과 1846년 사이에 부족한 곡물 수확과 감자 마름병에 의하여 일어난 기근에 의하여 패하였다.
1846년 중산층의 교권 반대자들은 노동 조합 운동의 국가 자유당 독립을 형성하였다  첫 자유당 정부는 1847년에 권력으로 왔고, 1848년 유럽에 충격을 준 혁명적 압력을 견디었다.  정부에 있던 동안 자유당원들은 자선과 교육에서 교회의 영향력을 줄여 종교적인 교육이 공공 학교들로부터 제거되었을 때 이른바 학교 전쟁을 촉발하였다.  학교 전쟁은 1884년의 선거에서 양쪽의 의회에 가톨릭 교도들에게 다수를 준 보수적 반발을 촉발 시켰다

### 콩고 식민지 건설

벨기에령 콩고

1885년 베를린 회담은 레오폴 2세에게 그의 개인 소유로서 콩고 자유국을 주었다.  1908년 그 땅은 식민지로서 벨기에로 양도 되어 이후 벨기에령 콩고로 불리었다.  근대의 자본주의 경제의 체제 안에 콩고에서 전통적인 경제들의 통합은 훌륭하게 실행되었으며 예를 들어 밀림의 밀집 지방들을 통하여 몇몇의 철도들이 건설되었다.  레오폴의 재산은 그런 양으로 대량 생산된 적이 없던 콩고산 고무의 수익금을 통하여 거대하게 증가 되었다  특히 식민지가 아직도 레오폴 2세의 개인적 소유였을 때 거기에서 많은 만행들이 저질러졌다.  콩고에서 벨기에 식민주의자들의 행동은 벨기에에서 갈등이 있는 주제로 남긴다.

## 제1차 세계 대전

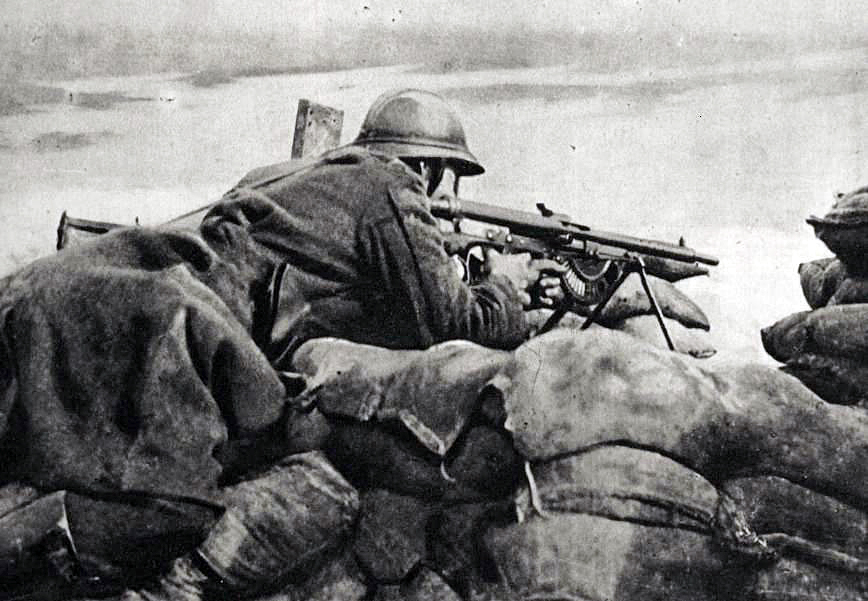
1918년 전선에 복무하는 벨기에군의 모습

제1차 세계 대전은 1914년부터 1918년까지 유럽에서 주로 일어난 전세계 군사 분쟁이었다.  대략 2천만 명의 군인과 시민들의 사망을 포함하여 4천만 명 이상의 사상자들의 결과를 가져왔다.  프랑스, 러시아, 대영 제국, 이후에 이탈리아 (1915년부터)과 미국 (1917년부터)에 의하여 이끌어진 연합국은 오스트리아-헝가리 제국, 독일 제국과 오스만 제국에 의하여 이끌어진 동맹국을 물리쳤다.
벨기에의 중립주의는 전쟁을 위한 준비에서 3개의 국가들의 속도에 기대되었던 차이들의 장점을 택하면서 서부 전선에서 프랑스를, 그리고 동부에서 러시아를 상대로 둘 다의 승리를 위한 독일군 일반 참모부의 전략 계획이었던 슐리펜 계획의 일부로서 위반되었다.  독일군들은 이제르 강 전투에서 이제르강을 따라 전선에서 연합군들에 의하여 멈추어졌다  정부가 프랑스의 르아브르로 철수했던 동안 국왕 알베르 1세는 군대를 지도하는 데 자신의 군인들과 함께 벨기에에 머물렀다.
제1차 세계 대전의 서부 전선 싸움의 거의는 벨기에의 서부 지역들에 일어났다.  플란데런은 처음 1914년과 1915년 4단계의 두 번째 이프르 전투를 포함한 인생 최대의 손실의 위치였다. 전지로부터 난 양귀비는 시 〈플란데런의 밭에서〉에서 불멸화되었고 전쟁에서 인간의 생명 손실의 상징이 되었다.  벨기에는 그 전쟁에서 104,987명의 사람들을 잃었다.
제1차 세계 대전 동안 독일은 플라망어-왈롱어 적대로부터 이익을 위한 급진적 국수주의 단체 플란데런 활동가들을 지지하였다.  대부분의 플라망인들은 협동을 거절하고 점령 동안 창립된 플란데런 의회 혹은 점령 동안 플라망어 기관으로 바꾼 헨트 대학교를 인정하는 데 거부하였다.

## 전간기

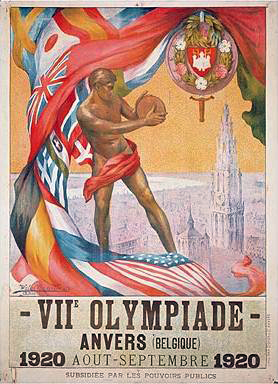
1920년 안트베르펀 올림픽의 포스터

1919년 제1차 세계 대전을 공식적으로 끝낸 평화 조약이었던 베르사유 조약은 1925년 벨기에에 의하여 그들의 병합으로 이끈 국민투표로 몇몇의 독일 국경의 타운들 가장 두드러지게 오이펜과 말메디를 복종하였다.  독일의 패전 후 2개의 독일의 전 식민지들 - 르완다와 부룬디는 국제연맹에 의하여 벨기에로 위임 되었다.  1920년 벨기에는 프랑스와 군사 지원 조약을 맺고 안트베르펀 올림픽을 성공적으로 치뤘으며 1921년 룩셈부르크와 경제 동맹을 체결하였다.  참정권은 21세 이상의 전체 남성들에게 연장되었다.  19세기 후반에 나타난 사회당이 두각을 나타냈던 동안 가톨릭-자유당 연정은 전간기에 우세하였다
프랑스어를 쓰는 장교들에 의하여 이끌어진 전선에 네덜란드어를 쓰는 군인들의 경험들은 플란데런의 해방을 위한 욕망을 촉진하였다.  전쟁 이후의 플라망어 요구들로 공식적인 응답의 부족은 물론 전쟁 동안 이제르 강 전투에서 플라망어를 쓰는 군인들에 인식된 차별은 1930년 벨기에 정부가 브뤼셀과 그 둘러싸는 지역들 만을 2개 국어로 남아있으면서 플라망어와 왈롱어를 하나의 언어로 만든 결과를 가져왔다.
전쟁은 국가의 부분들을 부수었고 독일군들은 왈롱 지역의 중공업을 해체하였다.  벨기에는 심각한 자본 이탈, 지불 불균형과 맹렬한 인플레이션을 일으킨 환율이 급등해진 것처럼 독일로부터 전쟁 배상금을 받지 않았다.  미국에서 있던 1929년 월스트리트 대폭락이 더욱 나가 벨기에의 경제를 흔들었다.
프랑스와 동맹의 기간 후에, 자신의 부친 알베르 1세를 계승한 레오폴 3세는 동시에 정부가 나뮈르부터 안트베르펀까지 방어선을 건설했어도 중립 정책을 주창하였다.

## 제2차 세계 대전

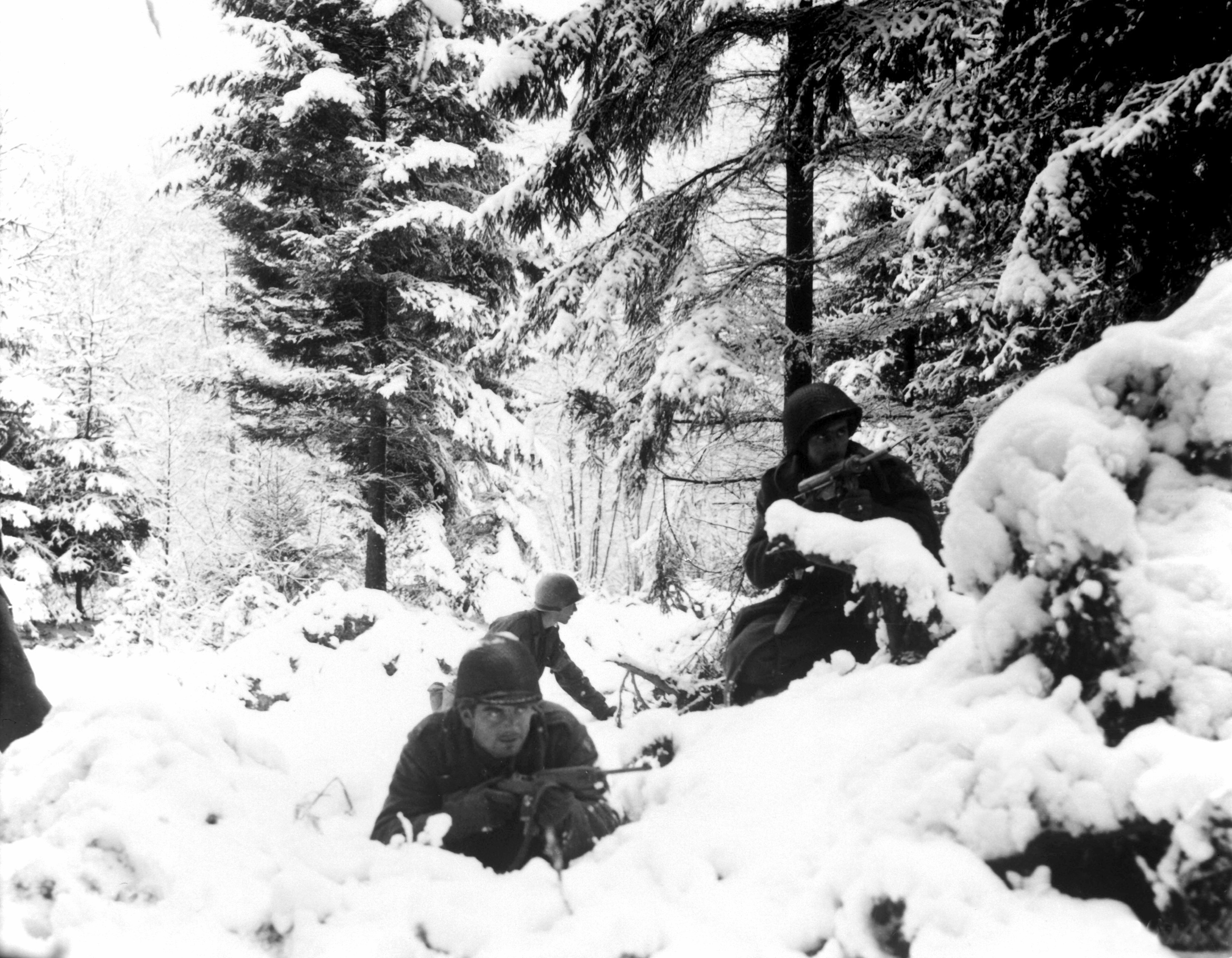
벌지 전투에서 싸우는 미군들

제2차 세계 대전은 세계의 국가들의 다수를 두 상대의 동맹 - 연합국과 추축국으로 갈라 놓은 세계적인 군사적 충돌이었다  전세계에 걸쳐 제 2차 세계 대전은 7천만 명 이상의 사망에 결과를 가져와 인간의 역사상 가장 치명적인 갈등이었다.
1940년 5월 10일 나치 독일은 기동력에 의하여 빠른 놀라운 공격에 의하여 이어진 포격을 연루 시킨 전격전 공세는 물론 네덜란드와 룩셈부르크는 물론 벨기에를 침입하였다.  벨기에는 18일 후에 항복하였다.  프랑스와 영국은 벨기에로 군대를 보냈으나 프랑스군은 항복하고 영국군은 프랑스에서 됭케르크를 통하여 대륙으로부터 후퇴하였다.  벨기에 정부는 프랑스로 달아나고 나서 런던으로 떠났다. 육군 총사령관으로서 레오폴 3세는 벨기에에 남아있었고, 1944년 9월 3일 연합군이 벨기에에 도달할 때까지 거기에 남아있던 독일군들에 의하여 그의 궁전으로 감금되었다. 벨기에 지하군은 안트베르펀 항구의 파괴를 막았다. 벨기에는 12월 16일 독일군에 의한 놀라운 공격인 벌지 전투로도 알려진 아르덴 공세의 위치였으며 영국과 미국의 연합군 선을 절반으로 갈라 놓는 데 집중하고, 안트베르펀을 포획하고 나서 4개의 연합군 군대를 포위하고 파괴하여 평화 조약을 협상하도록 서부 연합군들을 강요하였다.  최후적으로 독일군의 목표들은 실현되지 않았다.  독일군 생존자들이 지크프리트선의 방어 시설들로 후퇴하면서 패배의 여파로 많은 경험된 독일 부대들은 인력과 장비가 심각하게 고갈되었다.  벨기에는 그 전쟁으로 86,100명의 사람들을 잃었다.

## 1945년 이후

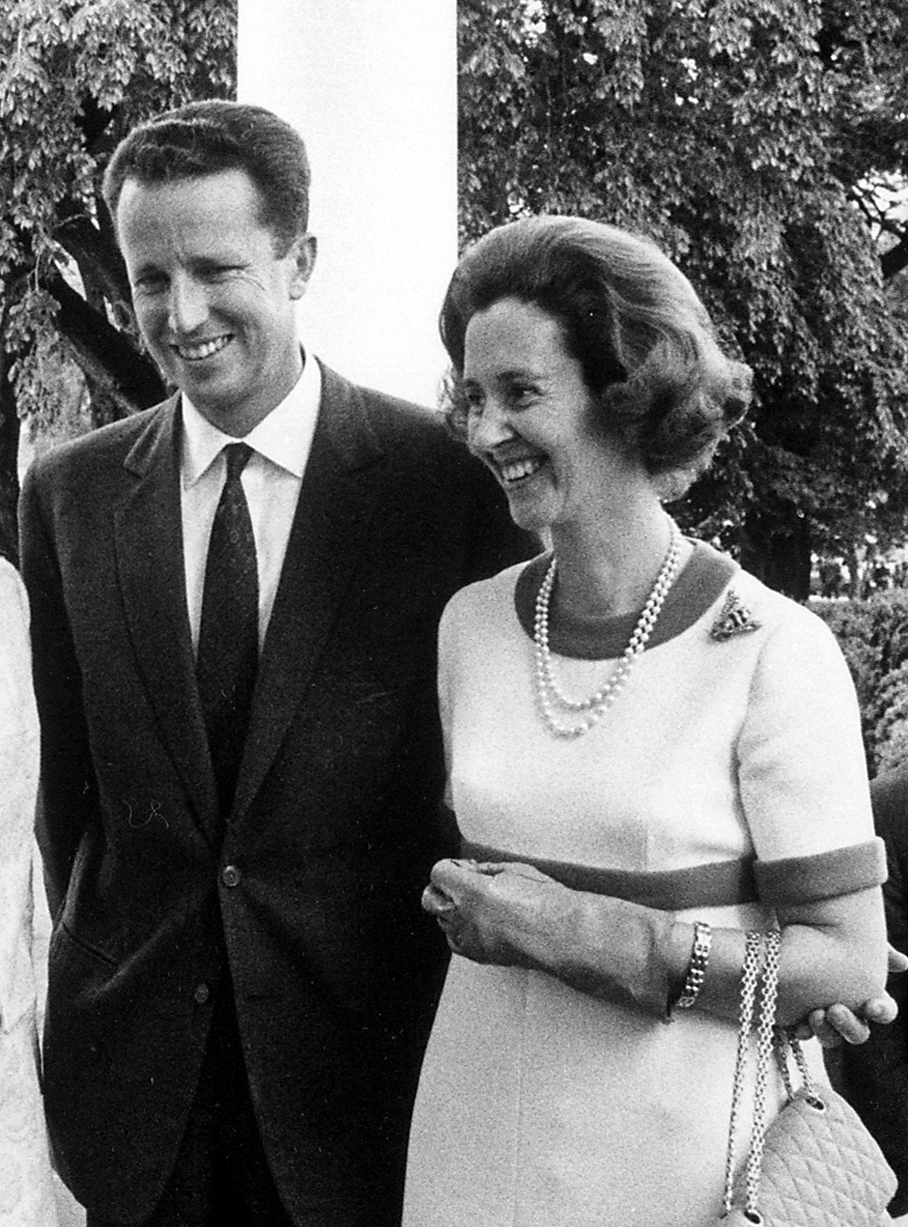
보두앵 국왕과 파비올라 여왕 (1969년)

전쟁 손해는 제한되었고 벨기에는 전쟁 후에 경제 부활을 보였다.  나치와 전시 협동의 조사는 다수의 사람들의 숙청 및 구금에 결과를 가져왔다.  저항 운동과 연결된 공산당이 1944년과 1947년 사이에 연정에 참여하였다.
그러나 정치적 안정성이 "왕실의 의문"에 악화되었다.  레오폴 3세의 부재 중 1944년 9월에 정부는 레오폴이 왕실의 의문이 해결될 때까지 망명에 남아있도록 국왕의 동생 샤를 왕자에 섭정을 수여하였다.  왈롱인, 사회당과 자유당원들이 국왕의 귀국을 반대했던 동안 플란데런인과 기독교민주당원들은 그것을 지지하였다.  1950년에 있던 국민 투표가 58 퍼센트가 주권자의 귀국을 지지한 것을 보였어도 국왕이 그해 귀국했을 때 왈롱 지방은 내전의 위기에 놓였다.  그해 8월부터 레오폴의 장남 보두앵은 레오폴이 퇴위하고 자신이 국왕이 되었을 때 1951년 7월까지 그의 자리에 일시적으로 지배하였다.

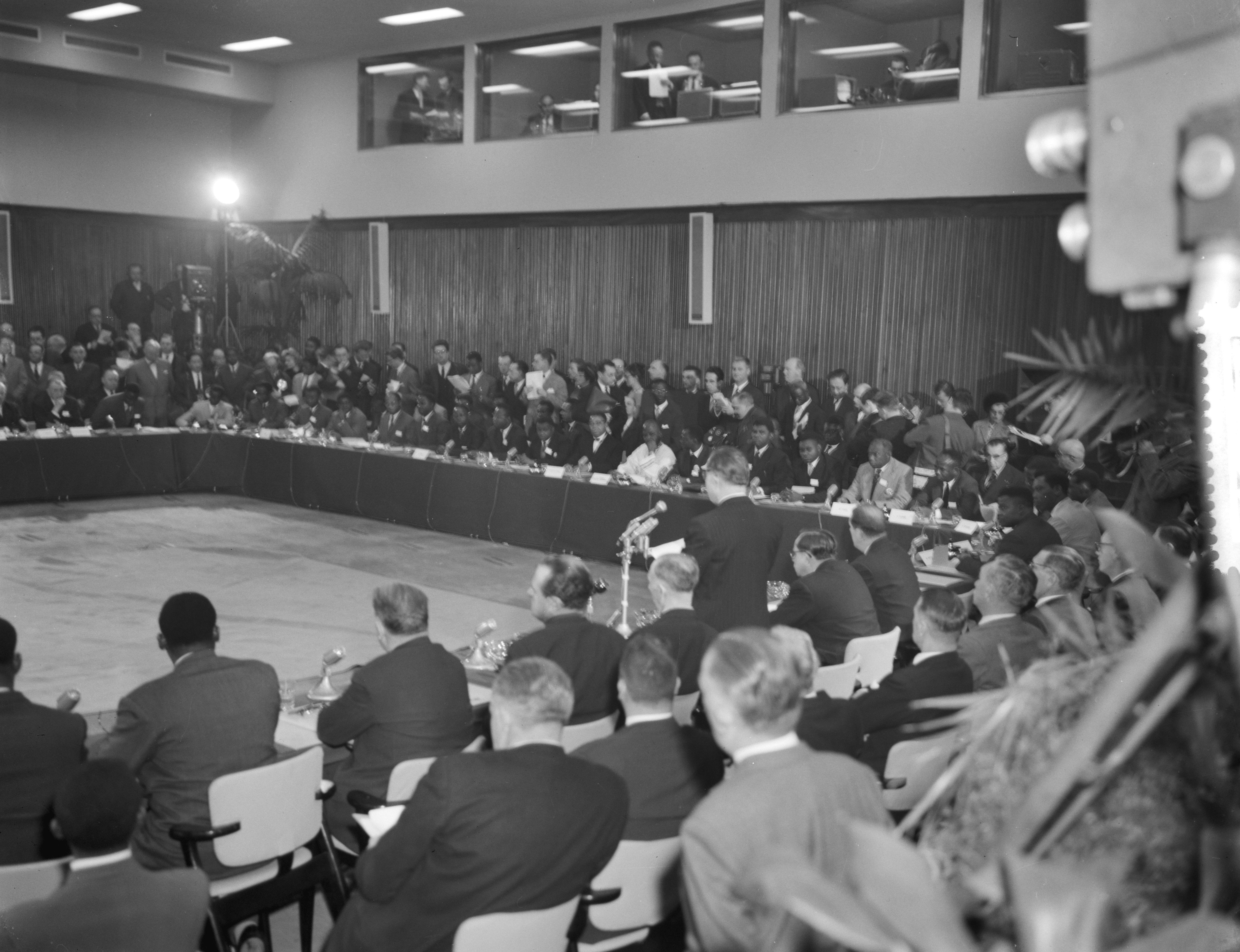
벨기에령 콩고의 독립을 위한 브뤼셀 원탁 회의

제2차 세계 대전 후에 벨기에는 브뤼셀에 본부를 둔 나토에 가입하였고 네덜란드와 룩셈부르크와 함께 베네룩스 그룹을 형성하였다.  벨기에는 1951년 유럽 석탄 철강 공동체, 1957년에 설립된 유럽 원자력 공동체와 유럽 경제 공동체의 6개의 창립 회원국의 하나가 되었다.  이후에 기구들은 벨기에가 유럽 집행위원회, 유럽 연합 이사회와 유럽 의회의 임시 및 위원회의 회의를 포함한 주요 행정부 및 기관을 주최하기 위한 현재 유럽 연합이다

브뤼셀에 있는 유럽 연합 본부

1950년대 동안 벨기에령 콩고에서 식민지 지배에 반대가 레오폴드빌에서 대규모 시연으로 이끌었다.  1960년 벨기에령 콩고는 콩고 위기가 일어난 동안 독립을 얻었으며 2년 후에 르완다-부룬디가 따라졌다.

## 연방제의 창조
플라망인과 왈롱인들 사이에 언어 및 경제적 긴장이 고조되었다.  1961년 초순에 왈로니아에서 일어난 대규모 파업이 국회에서 브뤼셀을 둘러싼 2개 국어 지역과 함께 1962년 ~ 63년 언어 경계를 규정 지은 결과를 가져왔다.  2개 국어의 루뱅 대학교는 1969년 ~ 70년 플라망어 영토에 플라망어 사용 캠퍼스와 왈롱어 영토에 프랑스어 사용 캠퍼스로 나뉘었다.  국회는 1971년 플란데런과 왈롱 지방들에게 문화적 자율성을 주었고, 1980년 각각의 지방 안에서 독립적인 행정을 창조하는 데 1980년 헌법이 수정되어 1988년 ~ 89년 경제와 교육을 다루는 데 연장되었다.  그 수정은 브뤼셀의 2개 국어 메트로폴리탄 지역을 그 소유 행정과 함께 3번째 독립적 지방으로 만들었다.  그러므로 벨기에는 연방제로 바뀌었다.  1992년 9월 생미카엘 협정은 브라반트주를 플라망과 왈롱 브라반트의 분할을 요구하였다.  1993년 7월 1일 보두앵 국왕이 사망하고 그의 동생 알베르 2세에 의하여 계승되었다.

## 정치적 위기

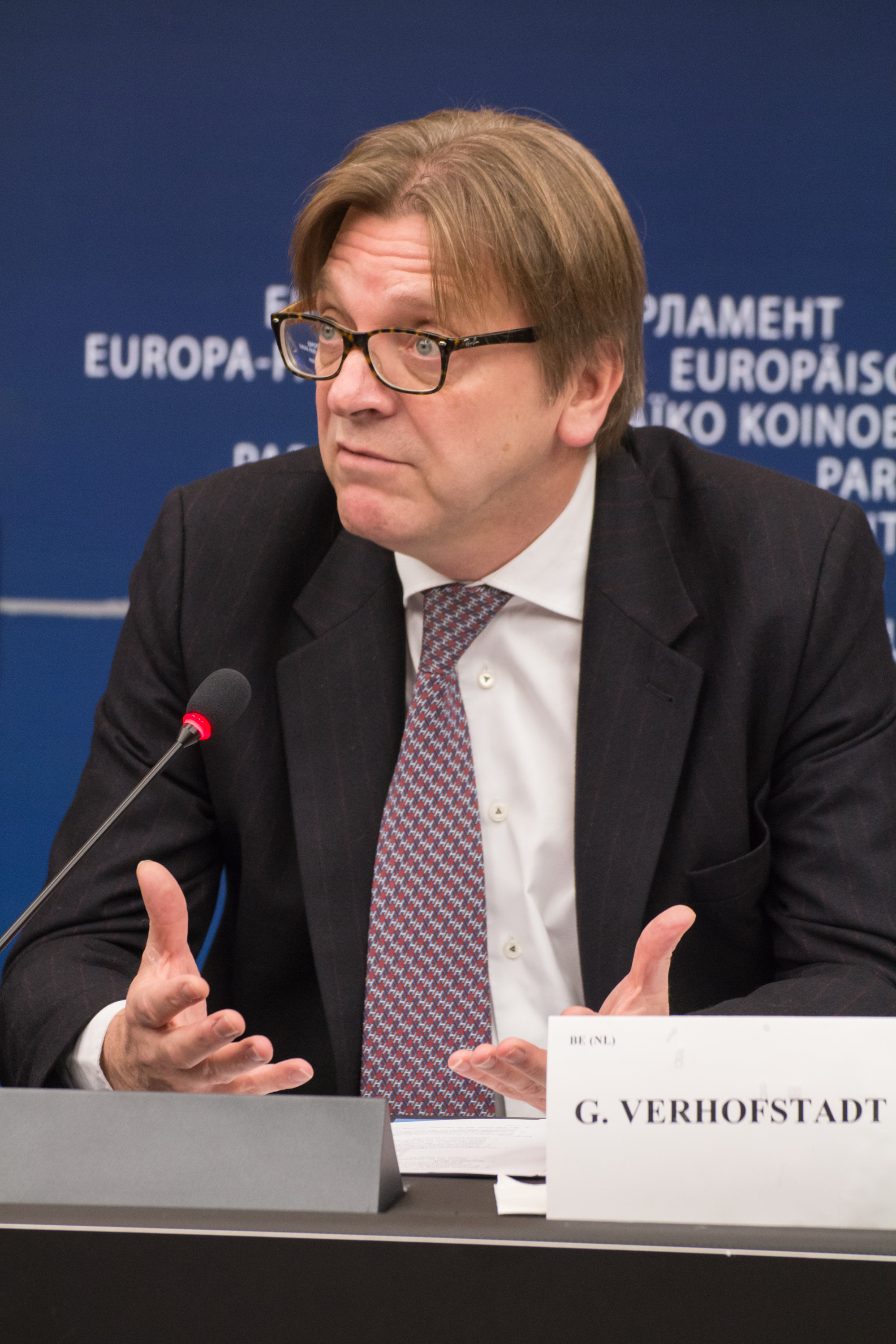
히 버르호프스타트 전 총리

벨기에 식품 대리점의 설립으로 이끈 식품 오염 스캔들인 첫 디옥신 사건 후에 1958년부터 일련의 기독교민주당 연정이 1999년에 깨졌다.  1999년부터 2007년까지 히 버르호프스타트 총리에 의하여 지도된 정부는 균형 예산, 어떤 세금 개혁, 노동 시장 개혁, 예정된 탈핵과 더욱 절박한 전쟁 범죄와 더욱 관대한 약한 마약 사용 기소를 허용한 선동 법안을 달성하였다.  안락사를 비롯하여 원천징수에 대한 제한들이 줄어들었고 동성 결혼이 합법화되었다.  정부는 아프리카에서 적극적인 외교활동을 펼쳤다.  버르호프스타트의 연정은 2007년 선거에 나쁜 영향을 미쳤다.  2007년 11월까지의 기간을 통해 국가는 오랫동안 지속되는 정치적 위기를 경험했다.  이 위기는 많은 관찰자들이 벨기에의 가능한 분할을 추측했던 것과 같았다.

## 같이 보기
- 벨기에의 군주 목록
- 벨기에의 세계유산